# Museo del corallo (Ravello)
Il Museo del corallo è un museo situato a Ravello (SA), in costiera amalfitana.
Nasce nel 1986 da Giorgio Filocamo, un corallista di origine siculo-campana. La struttura custodisce oggetti antichi della famiglia di Filocamo realizzati grazie alla lavorazione artigianale del corallo. Inoltre presenta anche alcuni dipinti.